# مهرجان باث لأدب الأطفال
مهرجان باث لأدب الأطفال (المعروف أيضًا باسم باث للاطفال هيا نحتفل) هو عبارة عن مهرجان سنوي للكتاب يقام في مدينة باث في سومرست وركز على كتب الأطفال. يضم المهرجان مجموعة متنوعة من المؤلفين والشعراء والرسامين ورواة القصص. تستمر عادة عشرة أيام، تمتد على عطلات نهاية الأسبوع. يتم تنظيم العديد من الفعاليات في المدينة خلال هذه الفترة،  وكذلك الأحداث في المدارس المحلية في الأسبوع المركزي. 
تم تنظيم المهرجان من قبل جون وجيل ماكلاي منذ إنشائه في عام 2008.
وقد اجتذب المهرجان ثروة من الضيوف الرائعين والموهوبين، بما في ذلك الحائز على جائزة مايكل روزن، مايكل موربرغو، جاكلين ويلسون ، هاري هيل ، ميج كابوت وأكسل شيفلر.

## روابط خارجية
- الموقع الرسمي